# فریدلند (نیدرلاوسیتز)
شهر فریدلند در ایالت برندنبورگ در کشور آلمان واقع شده‌است.